# 平罗钟鼓楼
平罗钟鼓楼，位于宁夏回族自治区石嘴山市平罗县城西，是中华人民共和国宁夏回族自治区文物保护单位之一。
2005年9月15日，授予宁夏回族自治区文物保护单位，是一座古建筑。